# 美國國土安全部
美國國土安全部（英語：United States Department of Homeland Security，缩写：DHS）是美國聯邦政府於2002年11月25日成立的聯邦行政部門，是目前美國最新的聯邦內閣部門以及職員人數第三大的聯邦內閣部門，員額僅次於美國國防部和美國退伍軍人事務部。國土安全部負責美國内政事务，包括境內的邊境管制、情報統籌、緊急應變、防止恐怖活動以及移民事務等。另外負責保護美國總統等重要政要的特勤局，亦屬於該部。

## 歷史

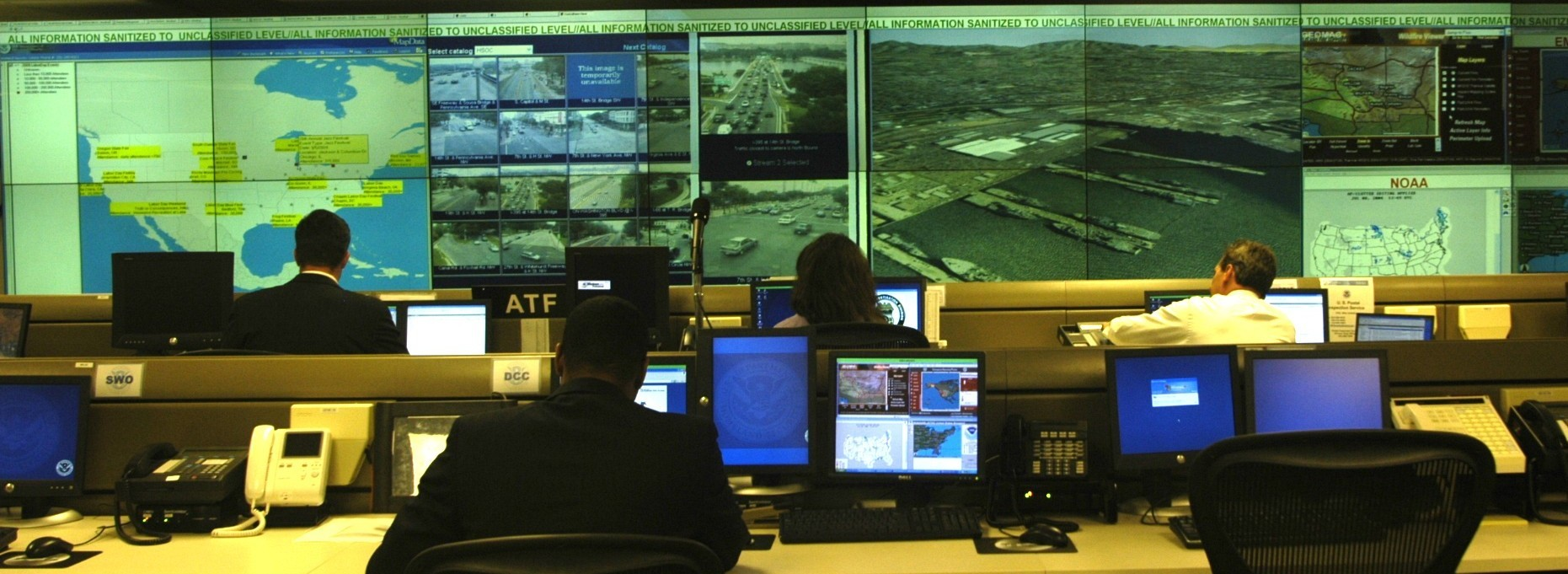
DHS情報整合中心

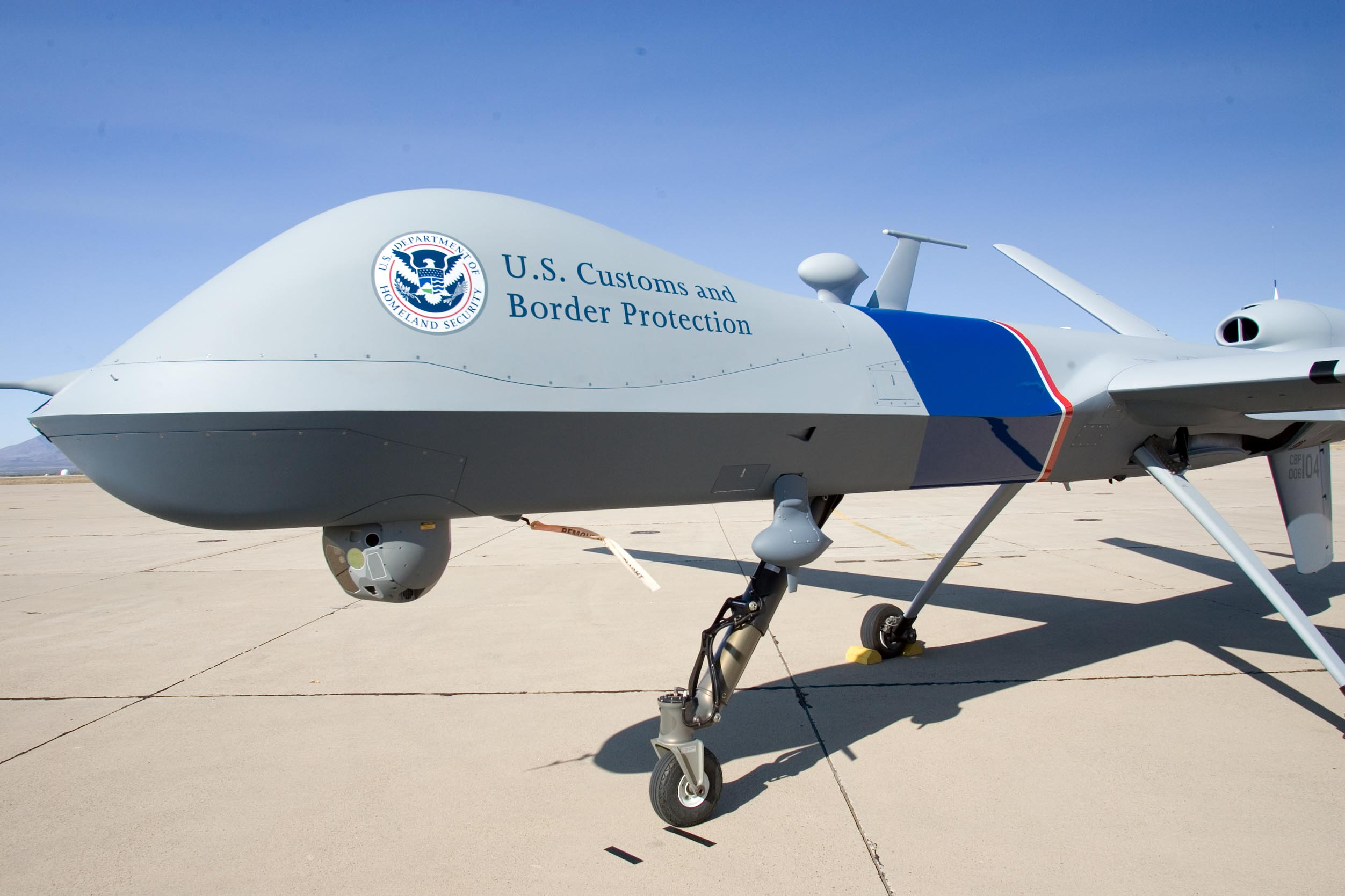
國土安全部UAV

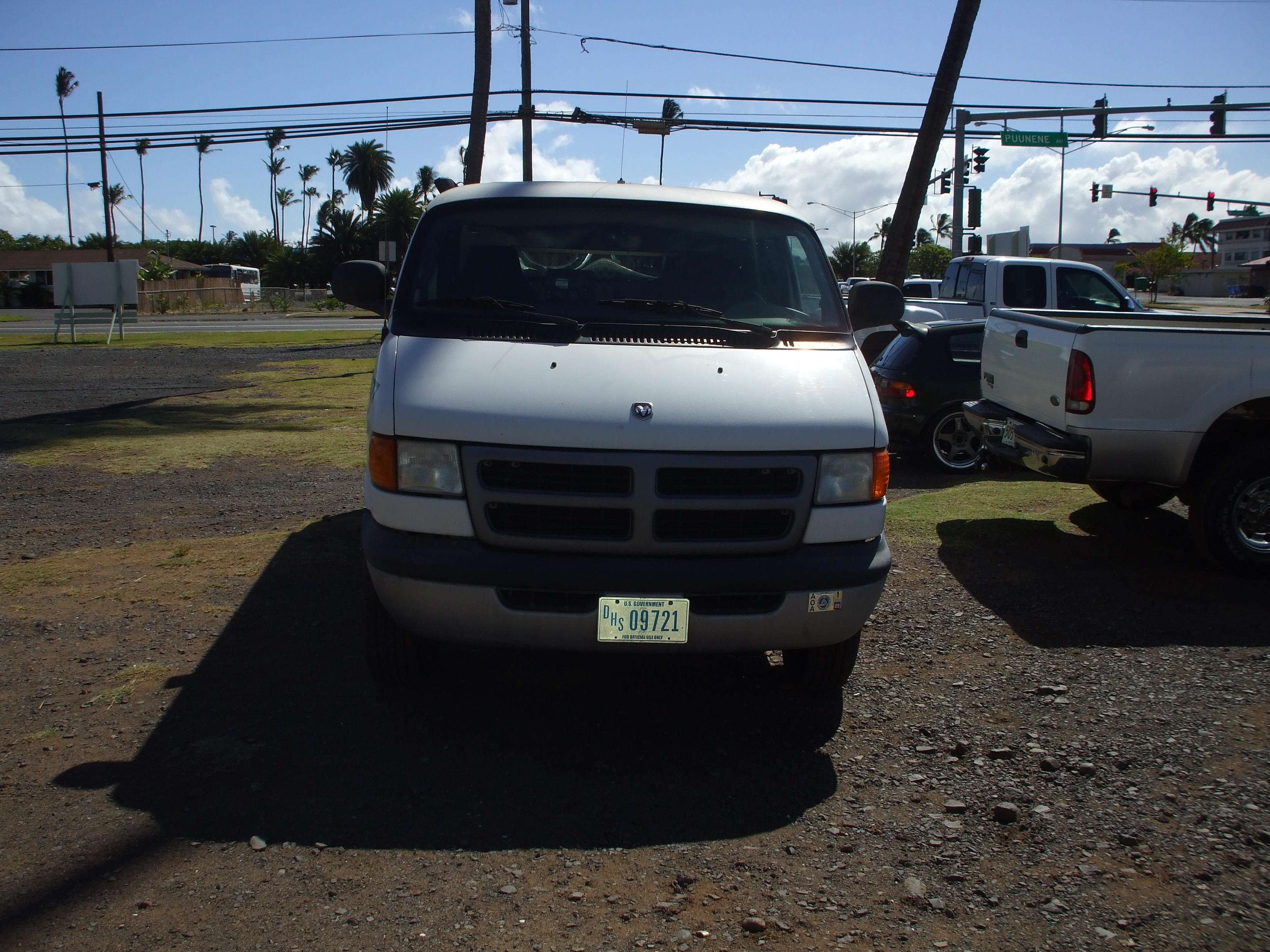
國土安全部車輛

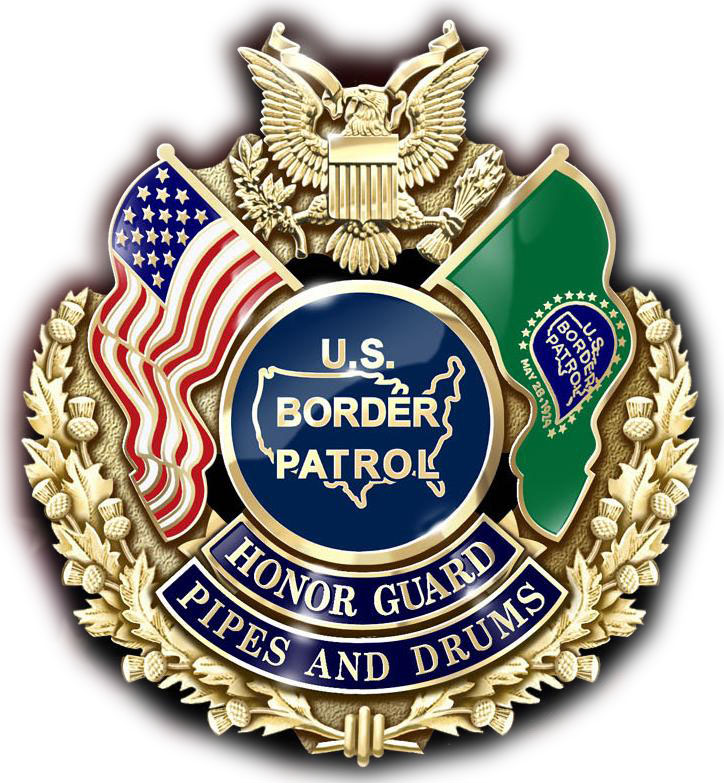
邊境巡邏隊仪仗队徽章

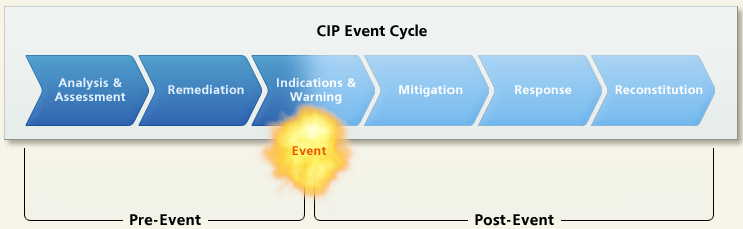
危機處理流程

美國國土安全部可追溯至2001年發生的911事件，美國政府在此之前由於其地理隔絕優勢，對於戰爭時美國本土的保護觀念極為薄弱，其軍事安全力量大多先投射海外，再者就是對於新型態不對稱戰爭的不了解，造成針對美國本地的攻擊並不得到重視。於恐怖攻擊之後，美國國會以及五角大廈的官員紛紛將矛頭對向當時的情報蒐集單位，即為中央情報局（CIA）、聯邦調查局（FBI）和國家安全局（NSA）。他們認為美國遭到恐怖攻擊的原因是情報單位之間的競爭，無法彼此協調，造成國安情報無法正確快速地傳達給重要決策人士，且造成資訊嚴重混亂，並稱之「是有史以來情報單位最嚴重的失敗」。
美國政府在此之後被迫重新研擬其國土保護政策。軍事方面，於2002年4月成立北方司令部專門負責北美地區安全。另外，種種的批評讓三大情報機構不得不面臨重大改革，於2002年11月25日，美國參議院正式通過《國土安全法案》，布希總統立即簽署，於2003年1月24日正式成立國土安全部。這是美國政府自1947年成立國防部以來，最大規模的政府改組。
國土安全部的成立將23個現行機構全部統一至該部，使得國土安全部成為史上最龐大的部門，旗下工作人員就高達17萬名。

### 冷戰時代
- 1947年，1947年國家安全法（National Security Act of 1947（61 Stat. 499））——設立國家安全資源委員會（National Security Resources Board，NSRB）。[3]
- 1949年，1949年組織重整計畫第4號（Reorganization Plan No. 4 of 1949）。——國家安全資源委員會移置於總統行政辦公室（the Executive Office of the President，EOP）之下。
- 1950年，總統行政命令第10193號（E.O. 10193，Federal Register, vol.15, Dec. 19, 1950, p. 9031），接著通過1950年國防製品法（Defense Production Act of 1950, 64 Stat. 798）。	總統行政辦公室成立防衛動員局（the Office of Defense Mobilization，ODM）。
- 1950-1951年，總統行政命令第10221號（E.O. 10221，Federal Register, vol.16, Mar. 6, 1951, p. 2051），接著通過1950年災害救助法（Disaster Relief Act of 1950，64 Stat. 1109）。——該法係首先全面性的聯邦災害救助法律，授予權總統若干緊急應變管理權限。這些權限被授予the Housing and Home Finance Administrator.
- 1950年，總統行政命令第10186號（E.O. 10186，Federal Register, vol. 15, Dec. 5, 1950, p. 8557）。——聯邦民防署（Federal Civil Defense Administration，FCDA）設立於緊急應變管理局（Office of Emergency Management，OEM）之下，緊急應變管理辦公室已在總統行政辦公室成立十年之久。聯邦民防署負責部分先前由國家安全資源委員會執行的業務。
- 1951年，1950年民防法（Civil Defense Act of 1950，64 Stat. 1245）。——聯邦民防署脫離總統行政辦公室，成為獨立機構。並成立民防諮詢會議（Civil Defense Advisory Council，CDAC）。
- 1952年，總統行政命令第10346號（E.O. 10346，Federal Register, vol. 17, Apr. 19, 1952, p. 3477）。——聯邦民防署在奧援聯邦機構規劃業務規定（service provision）及在緊急應變期間持續發揮作用（continued functioning）被賦予關鍵地位。
- 1953年，總統行政命令第10427號（E.O. 10427，Federal Register, vol. 18, Jan. 20, 1953, p. 407）。——先前授權給the Housing and Home Finance Administrator的緊急應變管理權限重新授權給聯邦民防署。聯邦民防署被給予額外有關奧援聯邦、州、地方機構發展災難方案的責任。
- 1953年，1953年組織重整計畫第3號（Reorganization Plan No. 3 of 1953）。——新的防衛動員局建立在舊的防衛動員局的基礎之上，同時將國家安全資源委員會廢止。
- 1955年，總統行政命令第10638號（E.O. 10638，Federal Register, vol. 20, Oct. 13, 1955, p. 7637）。——防衛動員局被給予額外有關在敵方入侵時自貯藏處所釋出物料的責任。
- 1956年，總統行政命令第10660號（E.O. 10660，Federal Register, vol. 21, Feb. 18, 1956, p. 1117）。——防衛動員局被給予新成立國防行政準備（National Defense Executive Reserve）的責任。
- 1958年，1958年組織重整計畫第1號（Reorganization Plan No. 1 of 1958）。——所有防衛動員局及聯邦民防署的緊急應變管理權限被移轉至總統，這兩個組織及民防諮詢會議合併至總統行政辦公室下的防衛及民防動員局（Office of Defense and Civilian Mobilization，ODCM）。
- 1958年，總統行政命令第10638號（E.O. 10773（Federal Register, vol. 23, July 3, 1958, p. 5061）。——1958年組織重整計畫第1號移轉至總統的權限重新授予防衛及民防動員局。並設立防衛及民防動員委員會（Defense and Civilian Mobilization Board），該委員會由防衛及民防動員局局長與聯邦部會及機構首長組成。
- 1958年，72 Stat. 861; 總統行政命令第10782號（E.O. 10782，Federal Register, vol. 23, Sept. 10, 1958, p. 6971）。——國會將防衛及民防動員局更名為民防及防衛動員局（Office of Civil and Defense Mobilization，OCDM），總統簽署一項修正先前命令的行政命令以反映出此番轉變。
- 1961年，總統行政命令第10952號（E.O. 10952，Federal Register, vol. 26, July 22, 1961, p. 6577）。——若干民防業務重新授予國防部部長（Secretary of Defense）。國防部部長設立民防局（Office of Civil Defense，OCD）以管理上述任務。
- 1961年，總統行政命令第10958號（E.O. 10958，Federal Register, vol. 26, Aug. 16, 1961, p. 7571）。——若干醫療物品貯藏（medical stockpile）及食物貯藏（food stockpile）任務自民防及防衛動員局分別重新授予至衛生教育福利部部長（Secretary of Health, Education, and Welfare）與農業部部長（Secretary of Agriculture）。
- 1961年，75 Stat. 630.——國會將民防及防衛動員局更名為緊急應變方案局（Office of Emergency Planning，OEP）。
- 1962年，總統行政命令第11051號（E.O. 11051，Federal Register, vol. 27, Oct. 2, 1962, p. 9683）。——緊急應變方案局的諮詢及緊急應變任務再度受到肯定並加與擴展。
- 1964年，Administrative authority.——民防局自國防部部長室（Office of the Secretary of Defense）移撥至陸軍部（Department of the Army）。
- 1968年，82 Stat. 1194.	國會將緊急應變方案局更名為緊急應變整備局（Office of Emergency Preparedness）。
- 1969年，1969年災害防救法（Disaster Relief Act of 1969，83 Stat. 125）。——將聯邦政府的災害防救責任予以擴延。
- 1969年，總統行政命令第11495號（E.O. 11495，Federal Register, vol. 34, Nov. 20, 1969, p. 18447）。	1969年災害救助法許多規定的管理（administration）委任予緊急應變整備局。
- 1972年，行政授權——將設於陸軍部的民防局予以廢止。在其原址，成立位於國防部部長室的國防民事整備署（Defense Civil Preparedness Agency，DCPA）。
- 1973年，1973年組織重整計畫第1號（Reorganization Plan No. 1 of 1973）。——在許多規定中，1973年組織重整計畫廢止緊急應變整備局，並幾乎先前所有的授予該局或其局長的任務均移轉給總統。前述計畫亦廢止1950年設立的民防諮詢會議。
- 1973年，總統行政命令第11725號（E.O. 11725，Federal Register, vol. 38, June 29, 1973, p. 17175）。——1973年組織重整計畫移轉予總統的任務重新授予住宅及都市發展部（Department of Housing and Urban Development，HUD）、聯邦總務署（the General Services Administration，GSA）與財政部（Department of the Treasury）。
- 1978年，1978年組織重整計畫第3號（Reorganization Plan No. 3 of 1978）。——總統提議並且國會同意，自國防部、商務部、住宅及都市發展部及聯邦總務署等部門劃分出來的五個聯邦機構合併為一個新的獨立機構：聯邦緊急事務管理署（Federal Emergency Management Agency，FEMA）。
- 1979年，總統行政命令第12127號（E.O. 12127，Federal Register, vol. 44, Apr. 3, 1979, p. 19367）。——為執行1978年組織重整計畫第3號，若干任務移轉從商務部（火災預防及控制司/fire prevention and control及若干緊急應變廣播系統功能/certain Emergency Broadcast System functions）、住宅及都市發展部（洪災保險/flood insurance）與總統（其他緊急應變廣播系統功能/other Emergency Broadcast System functions）至聯邦緊急事務管理署。
- 1979年，總統行政命令第12148號（E.O. 12148，Federal Register, vol. 44, July 24, 1979, p. 43239）。——為執行1978年組織重整計畫第3號，額外的任務從國防部（民防civil defense）、住宅及都市發展部（聯邦災難援助/federal disaster assistance）、聯邦總務署（聯邦整備/federal preparedness）與科學及科技政策局（Office of Science and Technology Policy ）（地震危險減緩/earthquake hazards reduction）移轉至聯邦緊急事務管理署。該署亦獲授權協調「所有民防及民事緊急應變方案、管理、減緩及援助任務」，除了水壩安全，「天然及核子災害警示系統」以及「為減輕大規模恐怖事故後果的整備及方案之協調」。聯邦緊急應變管理會議（Federal Emergency Management Council），由聯邦緊急事務管理署署長和管理及預算局（Office of Management and Budget）局長，以及其他受總統指派人員共同組成。

### 後冷戰時代
- 1993年，聯邦緊急事務管理總署署長的權限。——將全國整備司（National Preparedness Directorate）裁撤，該司業務係有關國家安全緊急事務（national security emergencies）。
- 1996年，總統組閣的權限。——柯林頓總統將聯邦緊急事務管理總署署長納為內閣成員。
- 2001年，總統組閣的權限。——小布希總統在成立其內閣時並未將聯邦緊急事務管理總署署長納為成員。
- 2001年，聯邦緊急事務管理總署署長的權限。——總統要求聯邦緊急事務管理總署署長組成一個全國整備局（an Office of National Preparedness）， 該單位係「協調所有處理大規模毀滅性武器最終結果管理的聯邦計畫」。 [Joe M. Allbaugh, Memorandum to All FEMA Employees, “Functional Realignment,” June 5, 2001, Attachment C, p. 1.]

### 911事件後

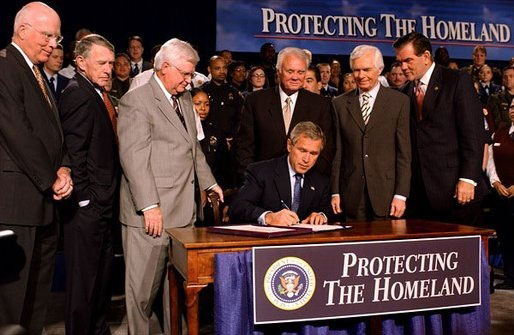
小布希簽署國土安全法

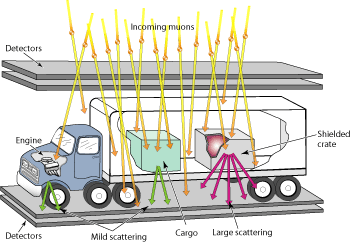
卡車檢測裝置原理

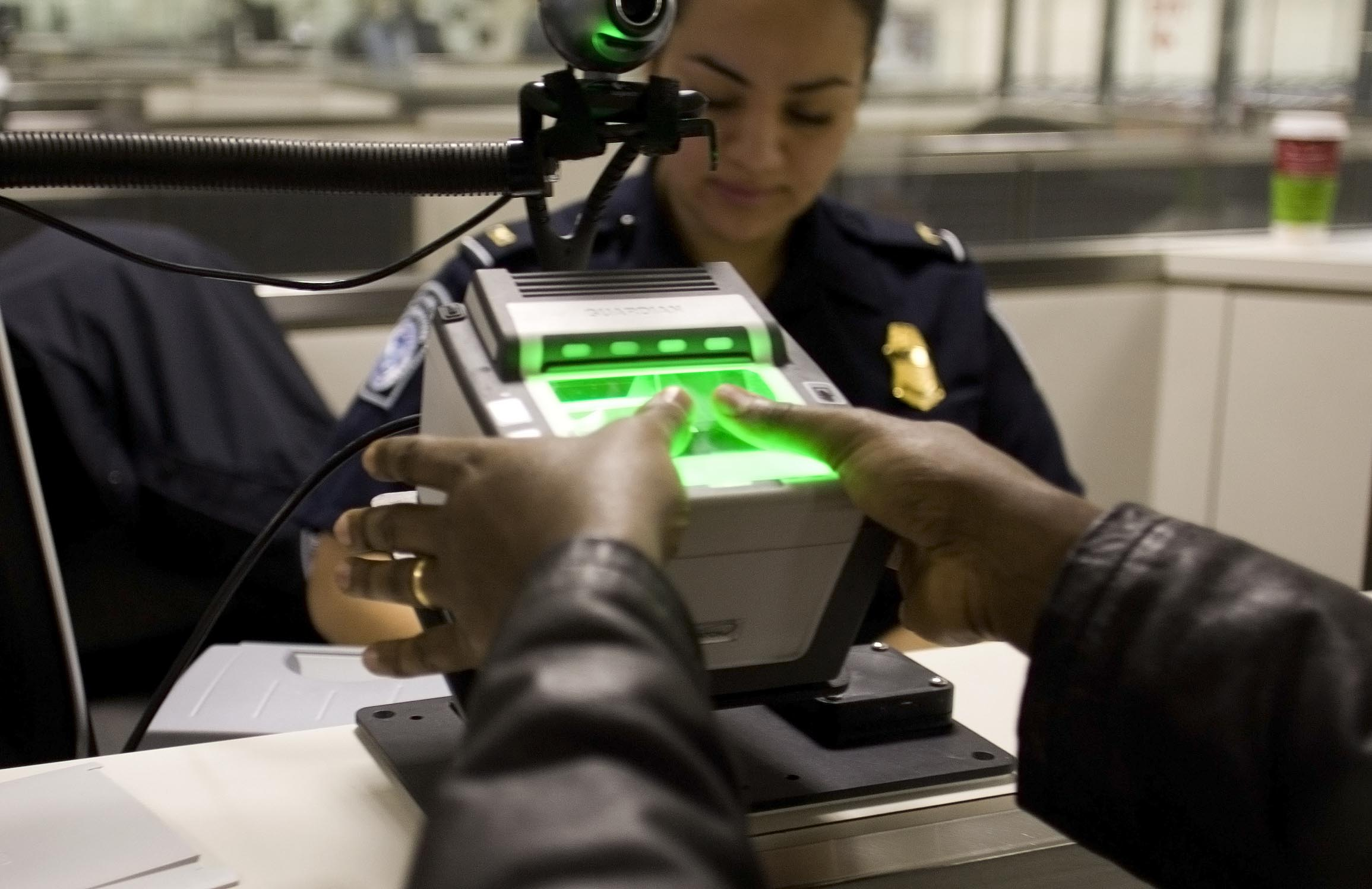
指紋與臉型建檔機

- 2002年，2002年國土安全法（The Homeland Security Act of 2002，P.L. 107-296, 116 Stat. 2135）。——成立國土安全部（Department of Homeland Security，DHS）。包含聯邦緊急事務管理總署等六個單位的任務、人事、資源及權限均移轉至應急整備與反應司（Emergency Preparedness and Response Directorate）。國土安全法第507條特別對聯邦緊急應變管理總署委以重任來「藉著帶領並支托國家執行其以全面性風險管理基礎的緊急應變管理計畫來減少生命及財產喪失並且保護國家免於所有的危險威脅的任務」。
- 2003年，國土安全部組織重整計畫（Department of Homeland Security Reorganization Plan）。——2002年國土安全法施行，並且聯邦緊急事務管理總署的任務在2003年3月1日移轉至國土安全部。
- 2004年，根據2002年國土安全法第872條賦予國土安全部部長的權限。——在國土安全部內，合併組織建制的單位，重新安置業務。其他方面的轉變當中，國土安全法第502及503條「選出補助金授與的業務（select grant award functions）......由緊急應變整備及反應業務副部長（Under Secretary for Emergency Preparedness and Response）行使」併入州及地方政府協調及整備局（Office of State and Local Government Coordination and Preparedness），該局可直接向部長報告。
- 2005年，根據2002年國土安全法第872條賦予國土安全部部長的權限。——大部分在應急整備與反應司（EPR Directorate）內的整備任務移轉至新設立的整備司（Preparedness Directorate）。聯邦緊急事務管理總署成為一個在國土安全部內由署長領導的獨立單位（freestanding unit）。聯邦緊急事務管理總署署長直接向國土安全部部長報告並直接監督反應、減災及復原等三大部門及甚多的辦公室。
- 2006年，根據2002年國土安全法第872條賦予國土安全部部長的權限。——應急整備及反應業務副部長（Under Secretary for Emergency Preparedness and Response）的職位更名為聯邦緊急應變管理業務副部長（Under Secretary for Federal Emergency Management）。並且聯邦緊急事務管理總署署長被任命該職位。
- 2006年，2006年卡翠娜颶風後緊急應變管理改革法（The Post-Katrina Emergency Management Reform Act of 2006，P.L. 107-296, 116 Stat. 2135）。
- 2006年10月4日，小布希總統簽署卡翠娜颶風後緊急應變管理改革法。該法在國土安全部內建立新的領導職銜，賦予聯邦緊急事務管理總署更多的機能，在該部內創設且重新調整業掌至其他的單位，並且修正國土安全法，用直接並且間接的方式影響在該部內的各個個體的組織和業掌。另外，國土安全部已在聯邦緊急事務管理總署之外作出特定的其他由國會修正在組織上的轉變。這些轉變，總的來說，將強化國土安全部在應對全方位災害威脅（all hazard threats）在防範（prevent）、預作準備（prepare for）、維護（protect against）、應變（respond to）及復原（recover from）的能力。以上轉變將在2007年3月1日生效。
- 2007年	，根據2006年卡翠娜颶風後緊急應變管理改革法（Post-Katrina Emergency Management Reform Act）——聯邦緊急事務管理總署將繼續由大衛.保羅森擔任署長，綜理署務，並將使用署長(Administrator)的新職銜。兩名副署長（Deputy Administrators）襄理署務。其中一人擔任副署長兼營運長（One will be the Deputy Administrator and Chief Operating Officer）。主要工作在負責全署的全般營運責任。另一位係全國整備業務副署長（Deputy Administrator for National Preparedness），負責在該署內一個新劃分的部門。 
  - 全國整備處（National Preparedness）：該單位包括既有的聯邦緊急事務管理總署的計畫和幾個交接下來（legacy）的整備司（Preparedness Directorate）的計畫。全國整備處將監督以下二個單位：Readiness, Prevention and Planning（RPP）及the National Integration Center（NIC）。
  - 撥款及訓練辦公室：該單位將被移撥至新的聯邦緊急事務管理總署並更名為「撥款計畫辦公室」（Office of Grant Programs）。
  - 由卡翠娜颶風後緊急應變管理改革法在聯邦緊急事務管理總署創設添增的總部級的職位，包括一名生理殘障者協調官（Disability Coordinator），位於署本部的平等權利辦公室（Office of Equal Rights），一名小型州及鄉村代言人（Small State and Rural Advocate），一名從屬於署長的執法諮詢顧問（Law Enforcement Advisor to the Administrator），以及一個國家諮詢會議（National Advisory Council）。
  - 國家保護和計畫司（The National Protection and Programs Directorate）
  - 卡翠娜颶風後緊急應變管理改革法特地排除從整備司（Preparedness Directorate）移轉特定業務至聯邦緊急事務管理總署。殘留下來的整備司將重新命名為***全國防護及計畫司（National Protection and Programs Directorate，NPPD）。該司將繼續由副部長（Under Secretary）喬治‧福爾斯曼（George Foresman）擔任主管。該司將包括下列辦公室：
    - （一）副部長辦公室（Office of the Under Secretary）。
    - （二）基礎設施保護辦公室（Office of Infrastructure Protection）。
    - （三）網路安全及通訊辦公室（Office of Cyber Security and Communications，CS&C）。
    - （四）風險管理和分析辦公室（Office of Risk Management and Analysis）。
    - （五）政府間計畫辦公室（Office of Intergovernmental Programs）。
    - （六）US-VISIT（美國訪客和移民身份顯示技術，United States Visitor and Immigrant Status Indicator Technology）。

  - 醫療事務辦公室（Office of Health Affairs，OHA）
    - 醫療事務辦公室：由首席醫療官（Chief Medical Officer）擔任主管，目前擁有醫療事務助理部長兼首席醫療官的職銜（the title of Assistant Secretary for Health Affairs and Chief Medical Officer）。該辦公室設有以下三個主要單位：
    - （一）大規模毀滅性武器和生物防衛（Biodefense）。
    - （二）衛生戰備（Medical Readiness）。
    - （三）元件服務（Component Services）。

2004年3月1日的重組後，國土安全部成立了國家事故管理系統(National Incident Management System/NIMS)；目的向美國三層次行政區劃（聯邦、州、地方）提供全國性一致門徑援助。 幾個月後，國家應變計劃(National Response Plan, NRP)由NIMS的模板成立目的，是調校聯邦政府部門的原有協調架構，為統一式全天候門徑的本土事故管理。

## 机构设置
美国国土安全部设美国国土安全部长（Secretary，行政等级第一级）、副部長（Deputy Secretary，行政等级第二级）、次長（Under Secretary，行政等级第三级）、助理部长（Assistant Secretary，行政等级第四级〔相当于司局长级〕）四级官员。
局和办公室、院校研究所、海岸警卫队
- 管理与行政办公室
- 电脑紧急情况准备团队（英语：Computer emergency response team）
- 国土安全大学
- 应急管理办公室
- 安全办公室
- 国土安全部警察
- 国土安全图书馆
- 总监察长办公室
- 聯邦緊急事務管理署
  - 紧急事务管理署公共援助（英语：FEMA Public Assistance）
  - 紧急事务管理署特种部队
    - 国家应急技术警卫队（英语：National Emergency Technology Guard）

  - 美国消防局（英语：United States Fire Administration）
- 国土安全统计办公室
- 联邦执法培训中心（英语：Federal Law Enforcement Training Centers）
- 運輸安全局
  - 聯邦空警勤務隊（英语：Federal Air Marshal Service）
- 美國公民及移民服務局
- 美國海岸警衛隊（在宣战或国家紧急情况下转交国防部）
  - 海岸警衛隊情报局（英语：Coast Guard Intelligence）
  - 海岸警衛隊警察（英语：United States Coast Guard Police）
  - 安全办公室
  - 应急管理办公室
  - 统计办公室
  - 国际事务办公室
  - 海岸警衛隊图书馆
  - 美国冰上巡逻队
  - 国家冰中心（英语：National Ice Center）
- 海關和邊境保衛局
  - 航空和海事办公室（英语：CBP Air and Marine Operations）
  - 边境巡逻队办公室（英语：United States Border Patrol）
    - 美国边境巡逻队

  - 外勤办公室（英语：CBP Office of Field Operations）
- 移民及海關執法局
  - 國土安全調查署（HSI）
  - 执法和拆迁行动队（ERO）
- 美國特勤局
- 聯邦保護局[5]

办公室和委员会
- 國土安全諮詢委員會（英语：Homeland Security Advisory Council）
- 國內核檢測辦公室（英语：Domestic Nuclear Detection Office）
- 卫生事务办公室
  - 关键服务办公室
  - 国际事务和全球卫生安全办公室
  - 医疗储备办公室
  - 大规模杀伤性武器和生物防御的办公室
- 业务协调办公室（OPS）
- 政策办公室
  - 国际事务办公室
  - 统计办公室
  - 政策发展办公室
  - 各州和地方执法办公室
  - 战略规划办公室
  - 私人领域办公室

情报和分析次长所辖机构
- 情报和分析办公室

管理次长所辖机构
- 管理司（英语：DHS Management Directorate）

国家保护和项目次长所辖机构
- 国家保护和项目司（英语：DHS National Protection and Programs Directorate）
  - 联邦警卫局
  - 网络安全和通信办公室
    - 国家通信系统（英语：National Communications System）
    - 国家网络安全办公室（英语：National Cyber Security Division）
      - 美国计算机应急准备小组（英语：United States Computer Emergency Readiness Team）

    - 紧急通信办公室

  - 基础设施保护办公室
  - 风险管理和分析办公室
  - 生物识别身份管理办公室

科学技术次长所辖机构
- 科技司（英语：DHS Science and Technology Directorate）
  - 國家城市安全技術實驗室（英语：National Urban Security Technology Laboratory）

业务组合
- 创新/国土安全高级研究计划局
- 后勤办公室
  - 国家实验室办公室
  - 大学项目办公室
  - 反简易爆炸装置项目执行办公室
- 转型办公室
  - 商业化办公室
  - 远程广泛机构公告办公室
  - 产品转型办公室
  - 安全行动办公室
  - 科技转让办公室

各处
- 边境和海上保安处（英语：DHS Border and Maritime Security Division）
- 化学生物处（英语：DHS Chemical and Biological Defense Division）
- 指挥、控制和互操作处（英语：DHS Science and Technology Command, Control, and Interoperability Division）
- 爆炸物处（英语：DHS Explosives Division）
- 人类因素与行为科学处（英语：DHS Human Factors and Behavioral Sciences Division）
- 基础设施和地球物理处（英语：DHS Infrastructure Protection and Disaster Management Division）
- 事务运营处
  - 執行秘書辦公室（ESEC）
  - 總法律顧問辦公室（Office of the General Counsel）
  - 人力资本办公室
  - 关键安全办公室
  - 首席行政官办公室
  - 首席信息官办公室
  - 计划和管理办公室
- 企业通讯处
- 机构和第一反应项目处
- 国际合作计划办公室
- 业务分析处
  - 国土安全研究分析研究所
  - 国土安全系统工程和发展办公室
- 战略、政策和预算处
- 特殊项目处
- 测试、评估和标准处

## 外部連結
- 官方网站
- Department of Homeland Security （页面存档备份，存于） on USAspending.gov
- DHS （页面存档备份，存于） in the Federal Register